# Княжна Джаваха
«Княжна Джаваха» — повесть Лидии Чарской (1903), приквел «Записок институтки».

## Сюжет
Это история жизни и взросления маленькой девочки — княжны Нины Джавахи, уроженки солнечного Гори — одного из уголков Грузии.
Девочка рано теряет мать, и отец-офицер растит её сорванцом, привыкшим к воле. Но вскоре в дом приезжает бабушка-княгиня, совсем не разделяющая представлений внучки о том, как должна выглядеть девушка. С детства обученная джигитовкам и верховой езде, пылкая и горячая Нина скорее походит на мальчишку-горца, нежели на даму. Совсем по-другому относится бабушка к своему внуку Юлико, тоже приехавшему в гости. Худой мальчик со светлыми кудрявыми волосами, в бархатных одеждах, с кружевами на манжетах, в свою очередь не соответствует Нининым представлениям о мужчинах. Это сначала становится барьером между детьми, но впоследствии брат и сестра сближаются и становятся лучшими друзьями.
Дружбе их не дано продлиться долго. Мальчик умирает на руках у Нины от тяжёлой болезни. У Нины горе, к которому добавляется ещё и известие о намерении отца жениться. Девочка, горячо любящая свою покойную мать, не может с этим примириться и решает убежать, переодевшись в мальчика-сазандара. Одна в горах, она попадает сначала в грозу, а потом в лапы разбойников. Благодаря везению и доброму сердцу одного из разбойников, девочка оказывается снова дома. Отец отменяет своё решение жениться, но отправляет Нину в институт в Санкт-Петербург.
Санкт-Петербург, холодный и мрачный, кажется ей темницей в сравнении с её сказочным Гори. Девочка скучает по отцу, по родине, и поначалу не может найти общий язык со сверстницами. Но со временем честная и справедливая Нина мирится со всеми девочками, и даже находит себе верную подругу на всю жизнь.

## Упоминания другими писателями
Одна из читательниц, юная Марина Цветаева посвятила главной героине повести стихотворение, заканчивающееся словами: «О да, тебя любили боги, Светло-надменная княжна!»
В повести Анатолия Рыбакова «Кортик» главный герой убирается в своём книжном шкафу, он замечает: «А это что? Гм! Чарская… „Княжна Джаваха“… Ерунда! Слезливая девчоночья книга. Только переплёт красивый. Нужно выменять её у Славки на другую. Славка любит книги в красивых переплётах».

## Главные герои
- Нина Джаваха-оглы-Джамата
- Георгий (отец Нины)
- Юлико (двоюродный брат Нины Джаваха-оглы-Джамата)
- Хаджи-Магомед (дедушка)
- Бэлла (тётя)
- Абрек (разбойник, укравший Шалого)
- Магома (спаситель Нины)
- Княгиня Елена Борисовна Джаваха (бабушка Нины)
- Люда Влассовская (лучшая подруга)
- Лунная фея Ирэн (Ирина Трахтенберг)
- Крошка (Лидочка Маркова)
- Раиса Бельская (Разбойник)
- Краснушка (Маруся Запольская)
- Мать (деда) (мама Нины Джаваха-оглы-Джамата)